# إدوين نيلسون أبلتون
إدوين نيلسون أبلتون (بالإنجليزية: Edwin Nelson Appleton)‏ هو عسكري أمريكي، ولد في 28 أغسطس 1877 في بروكلين في الولايات المتحدة، وتوفي في 26 سبتمبر 1937.